# 名和弓雄
名和 弓雄（なわ ゆみお、1912年（明治45年）1月3日 - 2006年（平成18年）9月1日、94歳没）は、日本の時代考証家、武術家（正木流万力鎖術第10代宗家、江戸町方十手捕縄扱様宗家）、舞踊家。

## 人物・来歴
福岡県北九州市生まれ。武蔵野音楽大学卒。先祖は美濃大垣藩の与力を務めたという。時代劇の時代考証、武術指導を行った。捕り物道具を収集し、その捕り物道具コレクションは現在、明治大学博物館に収蔵されている。

## 評価
杉良太郎など、史実に近い小道具を好む時代劇俳優に信頼されており、新五捕物帳、同心暁蘭之介などの時代考証では従来の時代劇に使われていた小道具とは違う史実に基づいた小道具を提供した。そのため従来の時代劇視聴者から、御用提灯のデザインがおかしいと苦情を受けたが、名和はその苦情に対し史実を交えてきちんと説明し、視聴者を納得させた。

## 正木流宗家廃絶
自著『隠し武器総覧』（壮神社）の末尾《おわりにあたって「正木流万力鎖術伝承と宗家廃絶」》にて、
平成十年十月十日をもって、正木流宗家の廃絶を予告し、名和弓雄の死去と共に廃絶する。師範家は目下、人選中である。
技術優秀で、すべての型に精通し、健康で人格的に師範にふさわしい人で、十代宗家の直接に指導した人の中から、師範家を選びたい。したがって、名和弓雄の死後は、何人も正木流宗家を名乗ることは許されない。
万一、まぎらわしい肩書きを使用した場合は、悪意による贋物とみなし、重大な詐欺行為と認定する。
と明言した。名和弓雄の死後は正木流宗家は存在せず、師範家が正木流を伝承している。

## 著書
- 「間違いだらけの時代劇」
- 「続間違いだらけの時代劇」
- 「時代劇を斬る」
- 「十手・捕縄辞典　江戸町奉行所の装備と逮捕術」
- 「十手捕縄の研究」
- 「隠し武器総覧」
- 「図解　隠し武器百科」1974年
- 「絵でみる時代考証百科　日本刀・火縄銃・忍び道具編」新人物往来社
- 「絵で見る時代考証百科　捕物道具編」新人物往来社
- 「絵でみる時代考証百科　槍、鎧、具足編」新人物往来社
- 「日本武器集成」
- 「拷問刑罰史」
- 「長篠・設楽原合戦の真実 甲斐武田軍団はなぜ壊滅したか」雄山閣出版　 長篠の戦いにおける三段撃ち・馬防柵・騎馬突撃といった通説を、実際に火縄銃・馬などを使って検証したもの。その後の戦国時代研究に大きな影響を与えた。

## 出演番組
- スーパージョッキー - THEガンバルマン 「拷問シリーズ」監修